# Camilla Veronese
Jacoma Antonia Camilla Veronese, född 1735, död 1768, var en italiensk skådespelare.
Hon var engagerad vid italienska teatern i Paris 1744-1768.  
Hon var dotter till dramatikern och skådespelaren Carlo Veronese och hade en framgångsrik karriär där hon spelade roller ur sin fars pjäser på hans teater.